# Jestem stąd
Jestem stąd – drugi album studyjny polskiego wokalisty Mesajah. Wydawnictwo ukazało się 15 lutego 2012 roku nakładem wytwórni muzycznej Lion Stage Management w dystrybucji Fonografiki. Gościnnie w nagraniach wzięli udział: Dogas, Zgas, PaXon, milomailo, Kamil Bednarek i Yanaz. Z kolei produkcji materiału muzycznego podjęli się House of Riddim, Riddim Bandits, Marek Bogdański z Dreadsquadu oraz Grand Papa Dziad (GPD).
Nagrania dotarły do 36. miejsca zestawienia OLiS. 

## Lista utworów
Opracowano na podstawie materiału źródłowego.
1. „Wiadomość”
2. „Do przodu (Jak Messi)”
3. „Swoją drogą” (gościnnie: miloMailo)
4. „Świat niegodziwy”
5. „Jestem każdym” (gościnnie: Dogas, Zgas)
6. „Życie w mieście”
7. „Jestem stąd”
8. „Do rana”
9. „Uwierz mi”
10. „Szukając szczęścia” (gościnnie: Kamil Bednarek)
11. „Ogień”
12. „Wierzę w Ciebie” (gościnnie: PaXon, Yanaz)
13. „Może doczekamy”
14. „Ogień dub” (na reedycji z grudnia 2014)[4]